# Louise Sophie Frederikke af Slesvig-Holsten-Sønderborg-Glücksborg
Louise Sophie Frederikke, hertuginde af Slesvig-Holsten-Sønderborg-Glücksborg (18. februar 1709 på Lyksborg Slot – 16. maj 1782 på Vallø Slot) var hertuginde og prinsesse af Glücksborg og abbedisse for Vallø Stift fra 1748 til sin død.
Hun var datter af hertug Philip Ernst af Slesvig-Holsten-Sønderborg-Glücksborg og Christiane von Sachsen-Eisenberg.
Hun af malet 1752 af Andreas Brünniche. Malerierne findes på Vallø og Frederiksborgmuseet.